# Epsilon Trianguli
Epsilon Trianguli (3 Trianguli) é uma estrela binária na direção da constelação de Triangulum. Possui uma ascensão reta de 02h 02m 57.97s e uma declinação de +33° 17′ 02.9″. Sua magnitude aparente é igual a 5.50. Considerando sua distância de 370 anos-luz em relação à Terra, sua magnitude absoluta é igual a 0.22. Pertence à classe espectral A2V.